# Marstall (Leipzig)

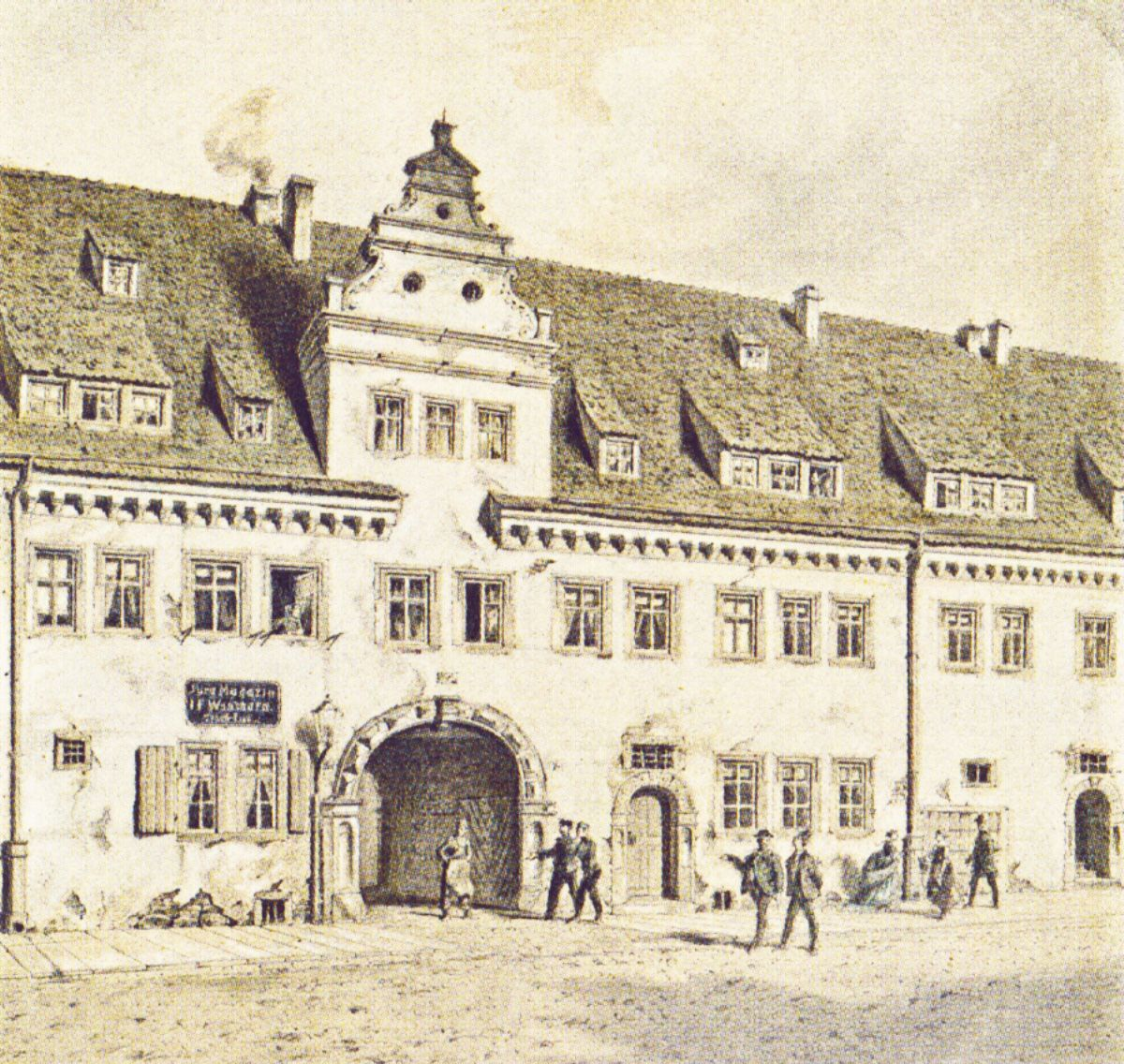
Torhaus des Leipziger Marstalls um 1860

Der Marstall in Leipzig (auch des Raths Marstall oder Städtischer Marstall) war eine historische Einrichtung des Rates der Stadt zur Wahrnehmung kommunaler Transportaufgaben und Dienstleistungen. Im Marstall befanden sich die notwendigen Pferde, Wagen und Gerätschaften.

## Lage und Gestalt
Der Marstall befand sich von 1575 bis 1867 am südlichen Ende des Neumarkts (bis 1839 Neuer Neumarkt) Ecke Peterskirchhof. Das Anwesen war ein Vierseithof mit Toreinfahrten von  beiden angrenzenden Straßen. Entlang des Neumarkts erstreckte sich ein auch zu Wohnzwecken dienender zweigeschossiger Bau mit einem Renaissance-Zwerchgiebel über der Toreinfahrt. Zur Straße hatte er weitere Türen, und im Hof führte eine überdachte Außentreppe zum Obergeschoss. Das Satteldach trug zahlreiche Schleppgauben. Der Flügel längs des Peterskirchhofs war ein Geschoss höher und besaß ein Mansardwalmdach.

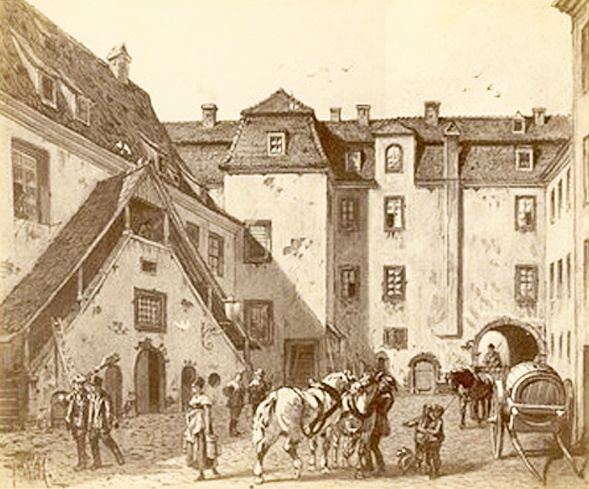
Im Hof des Marstalls
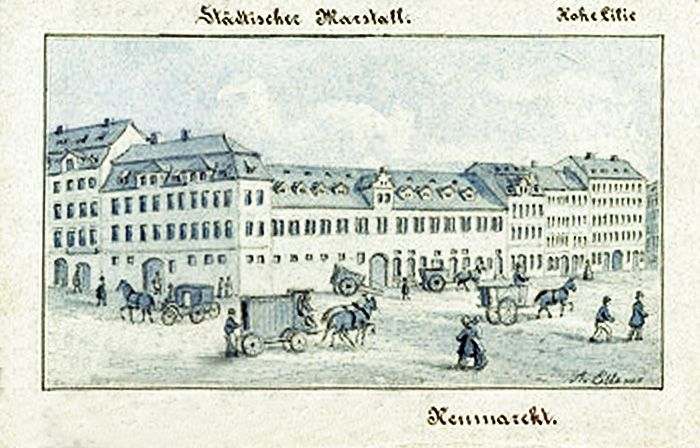
Der Neumarkt um 1860

Johann Jakob Vogel beschreibt in seinem Leipzigischen Geschicht-Buch von 1756 den Marstall so:
Zun gemeinen Gebäuden gehöret auch das grosse steinerne Gebäude auf dem Neumarckt / welches Der Marstall heisset / darinnen E. E. RathsPferde / sammt denen zugehörigen Zeug und Wagen gehalten werden. Dieses Gebäude ist mit denen Wohnungen / darunter Ställe und stattlich gewölbte Keller befindlich / wie auch denen angebaueten Häusern / darinnen der Ober-Voigt und die drey Ausreuter oder Rathsbediente ihre Wohnungen haben / besage der Leipzigischen Chronicken / Anno 1575. erbauet worden. Vor diesem ist E. Ed. Raths Marstall in der Ritterstrasse gewesen / wo itzo das rothe Collegium stehet / …

## Geschichte
Bevor er seinen Platz am Neumarkt einnahm, befand sich der städtische Marstall auf einem Grundstück an der Ostseite der Ritterstraße. Diese Lage wurde für 1426 erwähnt. Als zu Beginn des 16. Jahrhunderts eine Reform der Leipziger Universität erfolgte, ordnete 1502 Herzog Georg den Bau eines neuen Gebäudes für die Artistenfakultät an, und zwar zwischen Kleinem und Großem Fürstenkolleg, der bisherigen Lage des Marstalls. Später wurde daraus das Rote Kolleg. Die Stadt erhielt für den Platz in der Ritterstraße im Gegenzug ein Grundstück am Südende des Neuen Neumarkts. Die Fertigstellung des Marstalls an dieser Stelle erfolgte allerdings erst 1575.
Der Marstall als Einrichtung hatte zahlreiche Aufgaben zu erfüllen. Zu Beginn des 18. Jahrhunderts wurde begonnen, den bisher offen über die Straßen abfließenden „Unflat“ in Kanälen unter der Straße in den Pleißemühlgraben abzuleiten. Die Wartung und Reinigung dieses Kanalsystems oblag dem städtischen Marstall. Um 1800 war in Leipzig vorgeschrieben, die Straße mittwochs und sonnabends zu kehren und den „Koth in Haufen zu werfen, der dann durch 12 einspännige Karren (des Marstalls) zu bestimmten einbezirkten Plätzen außerhalb der Stadt gefahren wird“; der Marstall war also als Vorläufer der Stadtreinigung.
Im Zuge der Bautätigkeit in der Leipziger Innenstadt in der zweiten Hälfte des 19. Jahrhunderts wurde das Gebäude des Marstalls 1867 abgerissen und das Gelände parzelliert. Es entstanden Wohn- und Geschäftshäuser, von denen einige 1912 für die Errichtung des Kaufhauses Althoff wieder abgetragen wurden.